# Krumpenwinn
Krumpenwinn, heute eine Wüstung, war ein Ortsteil der Gemeinde Geroldsee im Oberpfälzer Landkreis Parsberg. Der Weiler wurde mit der Gemeinde 1951 wegen des zu errichtenden amerikanischen Truppenübungsplatzes Hohenfels abgesiedelt.

## Geographische Lage
Die Wüstung liegt auf 520 m über NHN etwa 1,5 km östlich der Begrenzung des Truppenübungsplatzes in der Flur „Breitenwinner Tal“ zwischen dem Kolben (557 m über NHN) im Südosten, dem Bruderberg (607 m über NHN) im Süden, dem Schöllenberg (611 m über NHN) im Südwesten, dem Latschenberg (600 m über NHN) im Westen, dem Sandberg (597 m über NHN) im Nordwesten und dem Lohberg (597 m über NHN) im Nordosten. Nach Krumpenwinn führte historisch eine Straße von Südwesten her, die in nordöstlicher Richtung weiter nach Breitenwinn ging.

## Ortsnamendeutung
Der Ortsname kann gedeutet werden als Ansiedelung an den gekrümmten Weideflächen.

## Geschichte
Der Weiler ist erstmals um 1231/37 in einem Wittelsbacher Urbar als „Cvontenwinden“ mit einer Hube verzeichnet. Im Urbar von circa 1285 ist von zwei Höfen die Rede; auf einem saß ein „Leutzmannus“. 1336 wird vom Kaiser Ludwig bestätigt, dass das Kloster Pielenhofen eine bayerische Hube in „Kunttenwinden“ als Lehen besitzt.  Der Weiler gehörte zur herzoglich-bayerischen Herrschaft Lutzmannstein, die an Adelige verliehen wurde. Als die Erben von Friedrich Kemnather die Herrschaft 1428 an Herzog Johann von Pfalz-Neumarkt verkauften, bestand „Chvntenwinden“ aus dem Maierhof und drei Gütern. Am Ende des Alten Reiches, um 1800, bestand der Weiler aus 9 Anwesen der Herrschaft Lutzmannstein, die zu diesem Zeitpunkt im Besitz des Philipp Wilhelm von Gi(e)se war, der auch die Patrimonialgerichtsbarkeit besaß. Nach Gieses Tod unterstanden die Lutzmannsteinschen Untertanen ab 1817 provisorisch einem Gerichtsverwalter des Landgerichtes Parsberg. 1830 genehmigte das Königreich Bayern die Errichtung eines Patrimonialgerichts II. Klasse für Lutzmannstein und Allersburg, das Friedrich August von Gise innehatte, bis die adelige Gerichtsbarkeit in Bayern 1848 eingezogen wurde. Die Kinder besuchten die Schule am Pfarrort Lutzmannstein.
Durch das Königreich Bayern (1806) war um 1810 der Steuerdistrikt Geroldsee im Landgericht Parsberg gebildet worden. Diesem gehörten Geroldsee, Dantersdorf, Krumpenwinn und (Ober- und Unter-)Schmidheim an. Mit dem zweiten bayerischen Gemeindeedikt von 1818 wurde der Steuerdistrikt unverändert zur Ruralgemeinde, der 1867 noch die Einöden Hölle und Gstetterthal angeschlossen wurden.
Im Zuge der Bildung eines Truppenübungsplatzes für US- und NATO-Truppen wurde die Gemeinde Geroldsee mit Ausnahme des außerhalb des Truppenübungsplatzes liegenden Gemeindeteils Dantersdorf bis zum 1. Oktober 1951 geräumt und ihre Bewohner umgesiedelt; am 25. Januar 1952 beschloss die Regierung von Oberpfalz, Dantersdorf zum 25. März 1952 zur Gemeinde Velburg zu legen. Am 6. Oktober 1958 wies das Bayerische Staatsministerium des Innern an, die restlich verbliebene Gemeinde Geroldsee aufzulösen. Damit hörte die Existenz von Krumpenwinn endgültig auf.
Im Weiler Krumpenwinn wohnten
- 1836 64 Einwohner (10 Häuser),[10]
- 1871 62 Einwohner (26 Gebäude; Großviehbestand 1873: 6 Pferde, 53 Stück Rindvieh),[11]
- 1900 52 Einwohner (9 Wohngebäude),[12]
- 1925 63 Einwohner (9 Wohngebäude),[13]
- 1938 64 Einwohner (nur Katholiken),[14]
- 1950 63 Einwohner (8 Wohngebäude).[15]

Bei der Wüstung Krumpenwinn gibt es im Süden des Lohberges die sogenannte Geißberghöhle, in der hallstattzeitliche Funde gemacht wurden.

## Kirchliche Verhältnisse
Krumpenwinn gehörte zur 1542 errichteten katholischen Pfarrei Lutzmannstein im Bistum Eichstätt. Vor dem östlichen Dorfeingang stand ein Flurkreuz; nach Krumpenwinn, an der Velburger Straße, stand ein Franz-Xaverius-Kreuz.

## Bodendenkmäler
Als solche gelten untertägige mittelalterliche und frühneuzeitliche Befunde in der Wüstung Krempenwinn (Denkmal-Nr. D-3-6736-0072).

## Persönlichkeiten
- Hans Eichenseer, katholischer Geistlicher des Bistums Eichstätt, Organisator der „Lutzmannsteiner Heimattreffen“, * 8. Juni 1932 in Krumpenwinn, † 14. Juli 2012.[20]